# Saccopharynx harrisoni
Espèce
Saccopharynx harrisoni est une espèce de poissons de la famille des Saccopharyngidae.